# Bataille du Tage
Vous lisez un « article de qualité » labellisé en 2025.
Ne doit pas être confondu avec Combat du Tage.
Pour les articles homonymes, voir Tage (homonymie).
Conquête de l'Espagne barcide
La bataille du Tage oppose l'armée punique du général carthaginois Hannibal Barca et une grande armée de Carpétans, à laquelle se sont joints des contingents des Vaccéens et des Olcades. Elle se déroule en 220 av. J.-C., probablement à la fin de l'été ou au cours de l'automne, en Ibérie, dans la partie supérieure du Tage, non loin de Tolède.
Cet affrontement sur le chemin du retour à sa base principale de Qart Hadasht en Hispanie punique constitue la première bataille rangée menée par le général carthaginois après les sièges réussis d'Althia, d'Hermantica (Salamanque) et d'Arbocala (Toro). Elle oppose une armée punique composée d'une base africaine (infanterie lourde et éléphants de guerre) et de nombreux alliés ou mercenaires d'origine ibère ou celtibère à des troupes d'infanterie des peuples de la Meseta.
Polybe et Tite-Live, les deux seules sources évoquant la bataille, mentionnent 100 000 hommes pour les Carpétans, nombre diminué à 40 000 hommes par les sources modernes. En face, les Carthaginois et leurs alliés sont moins nombreux. Après avoir franchi le Tage, les Carthaginois construisent un camp fortifié avant de repasser le fleuve de nuit. Le lendemain matin, les Carpétans traversent le cours d'eau et sont mis en fuite par la cavalerie punique et les éléphants d'Hannibal Barca. L'armée de Carthage remporte la bataille, peut rentrer avec son butin à Qart Hadasht et commencer le siège de Sagonte l'année suivante, ce qui déclenche la deuxième guerre punique contre la République romaine.

## Contexte historique

Différentes phases de la conquête punique de l'Ibérie.

Après sa défaite contre Rome lors de la première guerre punique, Carthage oriente ses forces vers la conquête de la péninsule Ibérique afin de trouver une source alternative aux ressources fournies par les territoires de Sicile et de Sardaigne perdus au profit de Rome, et ainsi éviter de tomber dans une dépendance vis-à-vis des marchands italiens. Les deux premiers commandants puniques qui se succèdent, Hamilcar Barca puis Hasdrubal le Beau, tentent d'obtenir la soumission, par la force ou par des alliances, des territoires tartessiens et ibériques du sud et du sud-est de la péninsule. Une fois ces territoires conquis ou vassalisés, Hasdrubal le Beau, peu avant sa mort, lance des actions militaires visant à prendre le contrôle des territoires intérieurs de la Meseta.
Après l'assassinat d'Hasdrubal le Beau par un client du roi Tagus, chef supposé des Olcades, Hannibal Barca est choisi comme chef de l'armée carthaginoise en Ibérie. Il poursuit la stratégie mise en place par son prédécesseur et beau-frère en soumettant en 221 av. J.-C. les Olcades, situés au sud-est de la Meseta, et en entreprenant en 220 av. J.-C. une campagne contre les Vaccéens situés au nord-est de ce haut-plateau. Ses objectifs sont multiples : prisonniers de guerre qui vont travailler dans leurs mines de Qart Hadasht et du haut Guadalquivir, mercenaires pour la cavalerie,, réserves de céréales d'après Adolfo Domínguez Monedero et Eduardo Sánchez Moreno mais également, pour José María Blázquez Martínez, sécurisation de l'arrière de leur territoire principal avant de se lancer dans leur expédition contre Rome, ou encore exploitation de nouvelles ressources minières d'après José Manuel Roldán Hervás. La théorie la plus récente évoquée par Julio Mangas Manjarrés mentionne le contrôle du commerce du sel car la production des mines de sel sous contrôle punique est orientée vers les peuples de la Meseta qui en sont des consommateurs importants ; l'objectif est de continuer les échanges de cet agent conservateur contre des produits agricoles et des auxiliaires.
Pour cette campagne sur la Meseta, Hannibal Barca quitte Qart Hadasht et se dirige vers l'extrémité orientale de la Sierra Morena pour la border sur son versant nord, traversant le territoire de ses alliés Oretans en direction de l'ouest jusqu'à atteindre le territoire des Vettons, où il tourne vers le nord le long d'un tracé qui sera plus tard celui de la Vía de la Plata, jusqu'à atteindre l'objectif final de sa campagne : le territoire des Vaccéens.
Chez les Vaccéens, Hannibal Barca assiège d'abord Hermantica qu'il réussit à prendre après plusieurs combats et négociations. Il assiège ensuite Arbocala pour finalement la prendre après une résistance acharnée de ses habitants. Pour Sergio Remedios Sánchez, Hannibal Barca traverse un territoire qui ne lui est pas hostile, à savoir celui supposé des Carpétans, car aucune des sources ne mentionne à quel peuple appartient le gué. Toujours selon cet auteur, les Carpétans auraient décidé d'attaquer l'armée de Carthage en raison des pillages qui accompagnent généralement les armées qui traversent un territoire à cette époque. Au retour de sa campagne dans la Meseta, l'armée d'Hannibal est interceptée par une armée des Carpétans qui est rejointe par des fugitifs olcades et vaccéens, peut-être dans le cadre, selon Alberto Pérez Rubio, d'une alliance défensive où les trois peuples s'assurent une aide mutuelle défensive en cas d'attaque sur leur territoire appelée en grec epimachia, les Vaccéens ayant probablement fourni les informations sur l'arrivée prochaine des troupes puniques,,.

## Localisation

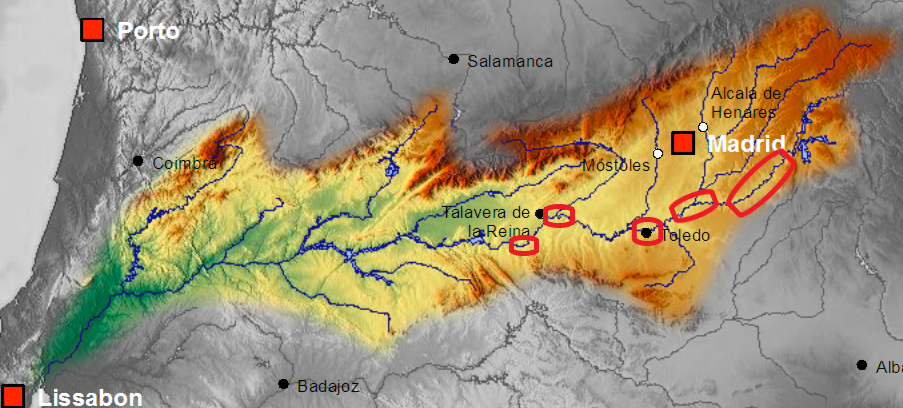
Propositions pour la localisation possible du gué où se déroule la bataille à partir d'une étude géologique.

En 1804, Juan Alvarez de Quindós, dans l'ouvrage Descripción histórica del real bosque y casa de Aranjuez, dedicada al Rey nuestro señor en la Imprenta Real, évoque une localisation dans le champ de Valdeguerra, sur la rive droite du Tage et au nord d'Aranjuez, à Colmenar de Oreja. Cette opinion est partagée par Dionisio Urbina Martinez en 2000 dans son ouvrage La Segunda Edad de Hierro en el Centro de la Península Ibérica. Un estudio de arqueología espacial en la Mesa de Ocaña, Toledo, España, qui s'appuie sur des découvertes archéologiques réalisées dans les grottes locales et la toponymie des lieux habités du secteur.
En 1935, Adolf Schulten propose  dans son Fontes Hispaniae Antiquae, III. Las guerras de 237-154 a. de J. C. une localisation près de Tolède dans un gué d'environ 130 hectares. Cette hypothèse est reprise par d'autres auteurs comme Martín Almagro Gorbea dans son travail La necrópolis celtibérica de « Las Madrigueras ». Carrascosa del Campo (Cuenca) en 1969, puis par Harry Morrison Hine dans son article « Hannibal's Battle on the Tagus (Polybius 3.14 and Livy 21.5) » en 1979, et enfin par Enrique Gozalbes Cravioto dans son livre Caput celtiberiae : la tierra de Cuenca en las fuentes clásicas en 2000,,,. Cette location est toutefois remise en cause par des auteurs récents comme Sergio Remedios Sánchez ou encore par Enrique Gozalbes Cravioto qui, dans l'ouvrage précédemment cité de 2000, propose une localisation à Titulcia sur les cours d'eau Tajuña et Jarama, bien loin du Tage.
En 2001, Eduardo Sánchez Moreno évoque dans un chapitre intitulé « El territorio toledano, un hito en la articulación interna de la Meseta prerromanaune localisation » l'usage d'un gué utilisé pour la transhumance possiblement situé sur le cours moyen du Tage dans l'un des lieux suivants : Aranjuez, Azután, El Puente del Arzobispo, Las Herencias, Talavera de la Reina ou Tolède.
En 2015, Diego Salvador Cornejo, dans Tierra de Carpetanos, propose quant à lui une localisation au gué d'Alharilla près de Fuentidueña de Tajo.
En 2019, Emilio Gamo Pazos, Javier Femández Ortea, Miguel Ángel Rodríguez-Pascua, Andrés Diez-Herrero, María Ángeles Perucha Atienza et José Francisco Mediato Arribas proposent dans un article une localisation dans la zone de Caraca avec un gué de 650 hectares. Les raisons invoquées pour ce choix sont qu'il s'agit à cette époque d'un point de passage utilisé pour franchir le Tage et où passera plus tard la voie romaine Complutum-Carthago Nova, ainsi que la présence d'un fossé pouvant être la base d'une palissade et l'utilisation possible de quatre ou cinq gués traversables dans le secteur.

## Forces en présence

### Armée carthaginoise et alliés
La composition de l'armée carthaginoise est difficile à établir. Les hypothèses sont basées sur des sources grecques ou romaines (Diodore de Sicile, Polybe ou Tite-Live) qui sont souvent hostiles aux Carthaginois. Les sources puniques ont disparu et l'archéologie n'a pas permis de compenser cette perte. L'historiographie récente remet en cause l'usage massif des mercenaires par cette armée, l'appel aux citoyens puniques semble courant.
L'armée punique a un caractère hellénistique, avec un noyau formé de phalanges d'infanterie lourde, compacte, bien entraînée pour permettre une maniabilité raisonnable et très puissante en attaque frontale. Ces phalanges, sans sarisses, sont soutenues par des unités d'infanterie légère et de cavalerie peu nombreuses. Les membres de ces unités, probablement déjà entraînés sous Hamilcar Barca, sont assez professionnels tout en ayant servi longtemps, ce qui a permis une formation efficace et homogène. Quant à leurs armes, elles sont standardisées, même si les Carthaginois ont recours à l'utilisation d'armes « exotiques » comme les éléphants de guerre.
Hamilcar Barca aurait fait évoluer la composition de l'armée punique. Fernando Quesada Sanz estime que l'incorporation de troupes ibères et celtes permet de limiter la perte de vétérans d'origine africaine lors des campagnes dans la péninsule. Giovanni Brizzi évoque une réforme militaire de l'armée punique basée en Ibérie sous Hannibal Barca, qui consisterait à incorporer des troupes gauloises ou ibères à la place de la phalange au centre du dispositif ; mais il s'agit ici d'une interprétation personnelle non évoquée par les sources antiques. Selon Eduardo Sánchez Moreno, des interprètes indigènes, probablement d'origine carpétane ou orétane, auraient accompagné l'armée d'Hannibal Barca lors de l'expédition de 220 av. J.-C. pour guider l'armée punique ou négocier des traités.
En Ibérie carthaginoise, cette armée est dirigée par des officiers supérieurs composés de nobles carthaginois mais, à sa base, ses citoyens combattent peu en dehors de l'Afrique à partir de la première guerre punique. Elle est donc composée principalement dans ce secteur de l'empire punique de troupes de trois types, différenciées selon leur origine : sujets de Carthage comme les Turdétans ou les Libyens, peuples alliés comme les Oretans ou les Numides, des mercenaires en contingents complets, tel est le cas des Celtibères,. Les officiers subalternes sont souvent de la même origine que les soldats qu'ils commandent car les alliés ou mercenaires sont engagés en unité complète. Polybe nous informe qu'il possède également 40 éléphants.

Armée de Carthage en Ibérie
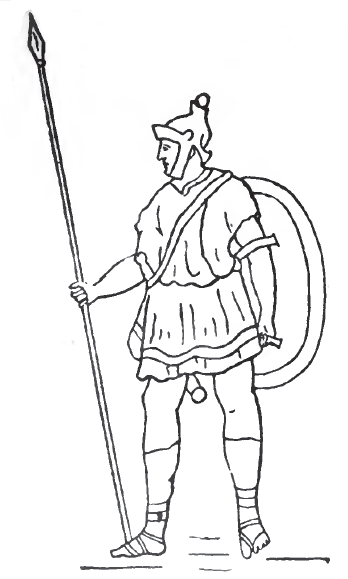
Auxiliaire hispanique.
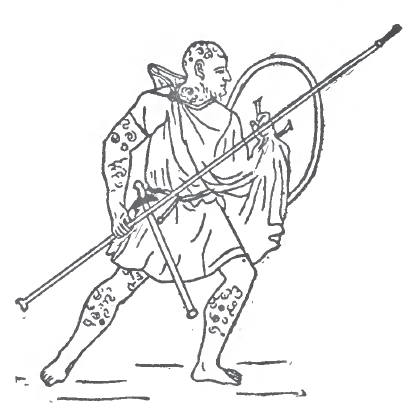
Lancier libyco-punique.
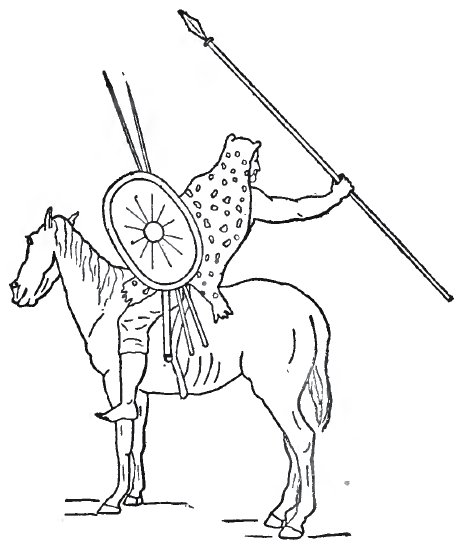
Cavalier numide.
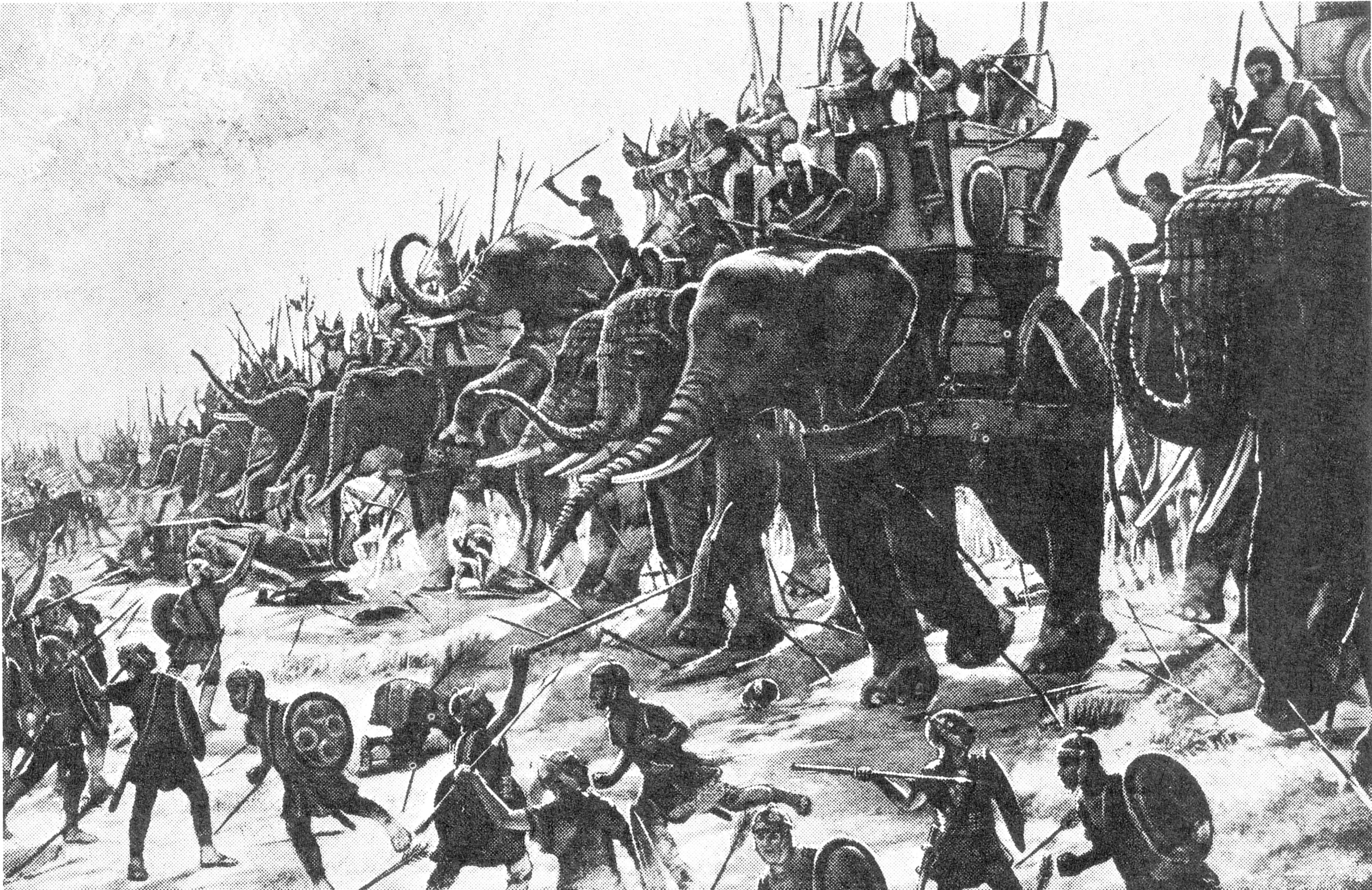
Gravure de 1906 montrant des éléphants de guerre carthaginois chargeant les unités romaines à la bataille de Zama en 202 av. J.-C.

### Carpétans et alliés

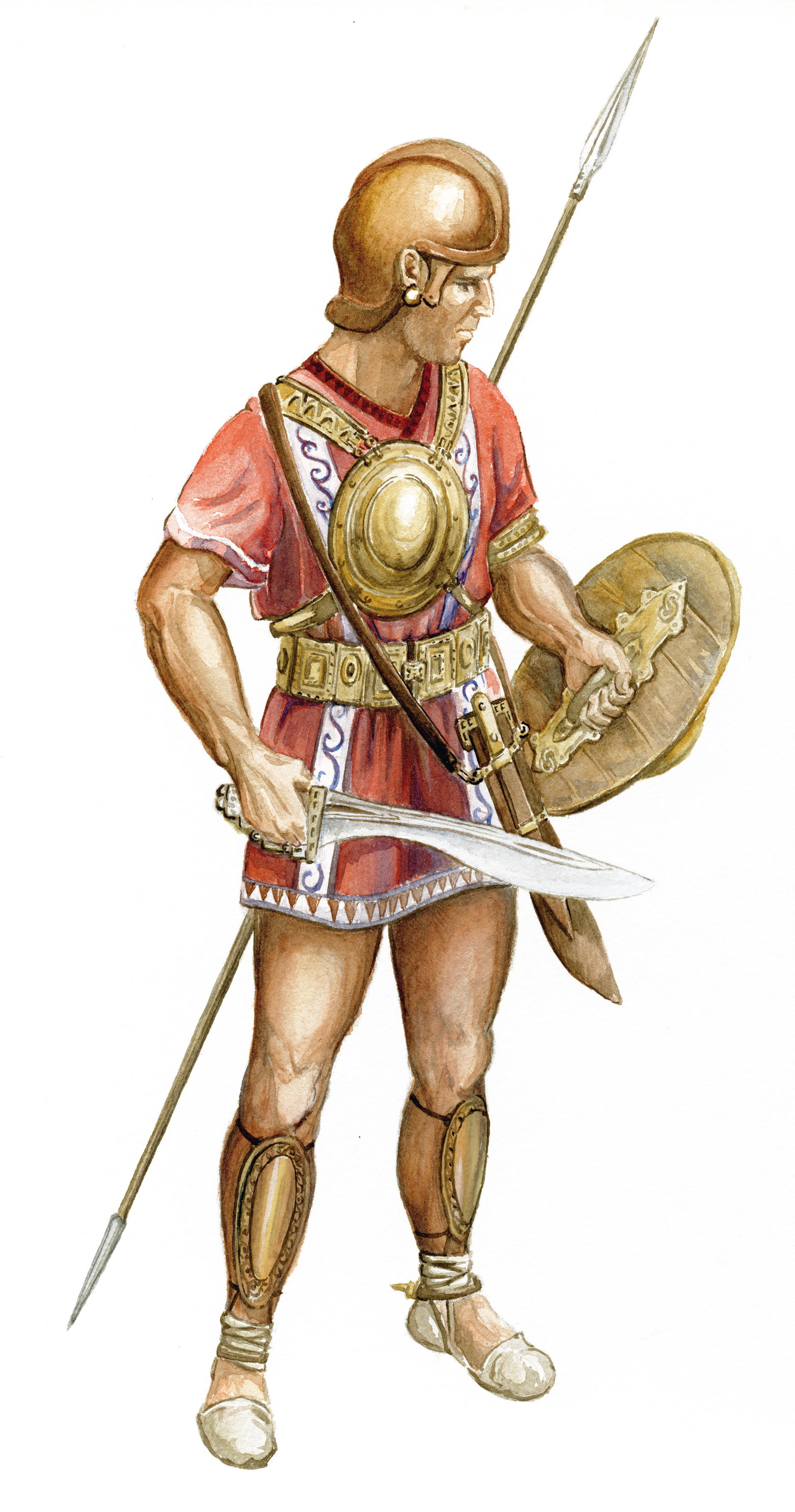
Reconstitution d'un soldat ibérique.

Les Carpétans, les Vaccéens et les Olcades sont des voisins et des traités d'assistance les lient certainement,. Ce sont des tribus d'origine celtique et leurs armées respectives ont la structure connue sous le nom de « bande de guerre », c'est-à-dire composée de groupes de guerriers chacun lié à son propre chef par des liens de dépendance, de clientèle ou de famille. Ces groupes sont constitués d'infanterie avec un entraînement et des armes inégaux, puisqu'une grande partie de leurs membres qui ne sont pas des guerriers professionnels entourent un petit groupe de guerriers bien entraînés. Leur manière de combattre repose sur des formations denses qui utilisent une tactique d’attaques initiales massives et très violentes en forme de coin, mais il leur manque la discipline nécessaire pour surmonter les échecs ou résister à l’adversité. Le dispositif est complété par une infanterie légère lançant des javelots.
Cette armée manque d'un commandement unifié, puisqu'aucune des sources qui racontent la bataille n'indique l'existence d'un chef suprême de l'armée. Ce point rompt avec les guerres précédentes entre les tribus hispaniques et les Carthaginois, pour lesquelles les noms d'Istolacio, d'Indortes ou du roi Orisón sont connus.
L'effectif de l'armée carpétane est évalué par Polybe et Tite-Live à 100 000 hommes, nombre que les historiens modernes considèrent comme exagéré et que les estimations actuelles limitent à 40 000. Si une cavalerie est présente, elle combat souvent à pied. Ce type d'unité doit être absent lors de cette bataille car l'armée carpétane semble presque exclusivement composée d'infanterie, la cavalerie carthaginoise ne rencontrant aucune opposition lors des hostilités.

## Bataille

### Mouvements
Après avoir procédé aux pillages d'Hermantica et d'Arbocala, Hannibal Barca entame le retour à sa base de Qart Hadasht en étant probablement chargé, d'après Adolfo Domínguez Monedero, de blé de la vallée du Douro et de divers animaux d'élevage du nord-ouest de la Meseta,. Il quitte alors le territoire vaccéen pour entrer dans la Carpétanie, traversant la Meseta par l'actuel passage du col de la Fuenfría, et suit un chemin traditionnellement utilisé par les tribus indigènes qui relie l'actuelle Ségovie à Lezuza en passant par Titulcia et qui, après la conquête romaine, deviendra une voie romaine. Une fois dans la vallée du Tage, il se dirige vers l'un des gués de la rivière qui peut lui permettre de traverser le fleuve. Son armée atteint le gué à la fin de l'été ou au début de l'automne 220 av. J.-C., détail important pour connaître le débit du fleuve lors de la bataille.
L'historien allemand Eduard Meyer évoque quant à lui une autre possibilité : les forces carpétanes auraient poursuivi l'armée carthaginoise jusqu'au gué sur le Tage, puis une fois celui-ci franchi par l'armée punique, elle aurait fait face à ses poursuivants. Harry Morrison Hine estime que cette hypothèse ne tient pas compte de l'ensemble du texte de Polybe sur cette bataille. F. W. Walbank suggère qu'Hannibal Barca a déjà franchi le Tage lorsqu'il apprend qu'il est poursuivi par l'armée carpétane et qu'il décide alors de faire demi-tour pour l'affronter à la sortie du gué. Harry Morrison Hine estime que l'interprétation d'une phrase de Polybe est erronée, ce qui implique que l'armée punique n'aurait pas fait demi-tour.
- Propositions par ordre chronologique de la phase initiale de la bataille du Tage en 220 av. J.-C.

Propositions par ordre chronologique de la phase initiale de la bataille du Tage en -220
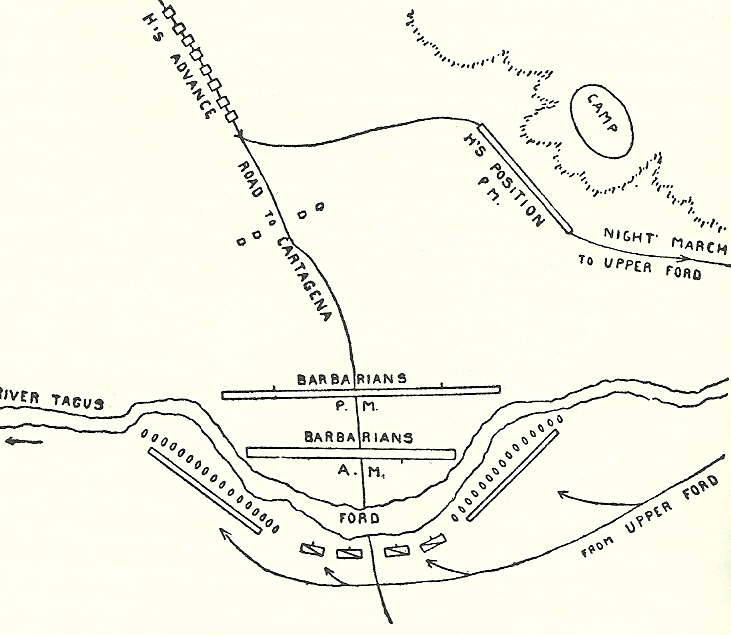
Reconstitution de la bataille proposée par Theodore Ayrault Dodge en 1891.
Phase initiale de la bataille selon E. Meyer en 1924.
Phase initiale de la bataille selon F. W. Walbank en 1957. Elle est basée sur une première interprétation du récit de Polybe[F 4].
Phase initiale de la bataille selon l'interprétation en 1979 de Harry Morrison Hine du livre III des Histoires de Polybe.
Phase initiale de la bataille selon l'interprétation en 1979 de Harry Morrison Hine du livre XXI d'Ab Urbe condita libri de Tite-Live.
Reconstitution en liant les récits de Polybe et de Tite-Live par Harry Morrison Hine en 1979[F 5].

Harry Morrison Hine propose une interprétation du texte de Polybe. Après avoir traversé la rivière, Hannibal Barca est informé par ses éclaireurs qu'une grande armée de Carpétans se trouve sur son chemin, attendant de l'affronter. L'armée carthaginoise, largement en infériorité numérique et dont la mobilité est réduite en raison du butin qu'elle transporte, évite l'affrontement en se retirant sur la rive gauche du fleuve mais sans le traverser à nouveau,. Une fois cet objectif atteint, Hannibal Barca ordonne la construction sur la rive gauche d'un camp défensif offrant une protection temporaire contre les ennemis,.
Les Carpétans s'installent devant le camp et se concertent sur la tactique à adopter en attendant la bataille. Laissant une arrière-garde et les feux allumés dans le camp carthaginois, Hannibal Barca et la majorité de son armée profitent de la nuit pour traverser le fleuve jusqu'à la rive droite en s'assurant que leurs mouvements ne soient pas remarqués par leurs ennemis, tactique peu courante à l'époque,.

### Affrontement
La nécessité de traverser la rivière par le gué existant et l'habileté d'Hannibal Barca à construire son campement défensif obligent les Carpétans à passer par un lieu particulier pour pouvoir traverser le fleuve.
La stratégie mise en place permet de concentrer la défense carthaginoise sur un front de cavalerie qui, lors des combats dans l'eau, profite des difficultés de mouvement qu'ont les guerriers des Carpétans à pied pour les attaquer depuis une position supérieure,,. Les quelques guerriers qui parviennent à traverser et à atteindre l’autre rive sont des cibles faciles pour les éléphants qui s’y trouvent,,. En complément, les troupes légères placés entre les éléphants lancent des flèches et autres traits sur les Carpétans.
Face à cette situation, Hannibal Barca décide de traverser le fleuve avec l'infanterie pour soutenir la cavalerie, réussissant à éviter toute réorganisation de ses ennemis, qui s'enfuient en déroute, poursuivis par les Carthaginois,.

Déroulement de la bataille en liant les récits de Polybe et de Tite-Live selon Harry Morrison Hine en 1979.

## Suites
La victoire d'Hannibal Barca dans cette bataille lui permet d'atteindre les objectifs recherchés dans ses deux campagnes contre les tribus de la Meseta. L'influence carthaginoise s'étend à toute la Meseta, lui fournissant un arrière-pays où il peut s'approvisionner en céréales et recruter des mercenaires. En outre, il peut commencer sa campagne contre Rome avec une plus grande sécurité en réduisant les risques que ses territoires centraux soient attaqués par les tribus celtibères de l'intérieur de la péninsule.
Lorsque Scipion l'Africain réussit à conquérir Qart Hadasht en 209 av. J.-C. en réalisant une expédition rapide, cette action est facilitée par le fait que l'armée punique destinée à la protéger est occupée à recruter et à s'entraîner dans les zones de l'embouchure du Guadiana et du sud de la Meseta.
Les Romains accèdent à cette zone de la Meseta au début du IIe siècle av. J.-C., soit vers 193-192 av. J.-C., lorsque le gouverneur romain d'Hispanie ultérieure Marcus Fulvius Nobilior y conduit une expédition militaire où il doit affronter une nouvelle coalition composée des Carpétans, des Vettons et des Vaccéens,.

## Historiographie et archéologie

### Antiquité
Silénos de Calé-Acté, un historien grec de Sicile du IIIe siècle av. J.-C., accompagne Hannibal Barca lors de cette expédition. Son objectif est peut-être de faire un parallèle avec les victoires d'Alexandre le Grand en bordure d'un cours d'eau comme à la bataille du Granique, d'Hydaspe ou d'Issos. Ses écrits sont perdus et ont servi de sources pour des historiens postérieurs comme Polybe ou Tite-Live.
Polybe, otage chez les Romains et historien de la Grèce antique du IIe siècle av. J.-C., mentionne le trajet suivi par l'armée d'Hannibal Barca à l'été 220 av. J.-C. et l'embuscade dans le livre III de ses Histoires. Il évoque le nombre de soldats ibères de l'embuscade contre l'armée de Carthage. Ses sources proviennent de Silénos de Calé-Acté,. Les éléments que celui-ci rapporte de la phase initiale de la bataille et du déroulement de cette dernière sont plus précis que ceux de Tite-Live, qui est parfois un peu confus dans son abrégé.
Tite-Live, historien romain de la seconde moitié du Ier siècle av. J.-C. et du début du Ier siècle, évoque les mêmes informations que Polybe dans le livre XXI dans son Ab Urbe condita libri. Il ajoute cependant l'occupation du territoire olcade par les Carthaginois, le fait que le trajet choisi par le chef militaire carthaginois prépare l'attaque de Sagonte et la soumission des Carpétans à la fin de la bataille. Une partie importante de ses informations sur cette époque est puisée chez des historiens romains anti-puniques comme Quintus Fabius Pictor au IIIe siècle av. J.-C. et Lucius Coelius Antipater au IIe siècle av. J.-C.. Ces derniers ont probablement la même source que Polybe, à savoir Silénos de Calé-Acté. Il omet dans son récit la traversée nocturne du Tage la veille de la bataille et il n'est pas toujours très fiable dans le domaine de la topographie.
Pour Harry Morrison Hine, ces deux derniers auteurs utilisent la ou les mêmes sources pour composer leur récit respectif et développent chacun les points qui les intéressent (le talent tactique d'Hannibal Barca pour Polybe et l'intérêt dramatique pour Tite-Live) tout en omettant volontairement de recopier le récit complet des sources utilisées.
Plutarque, philosophe romain d'origine grecque de la seconde partie du Ier et du début du IIe siècle, écrit dans l'une de ses Œuvres morales dénommée Mulierum virtutes la première partie de la campagne militaire punique de 220 av. J.-C., principalement la prise d'Hermantica, mais n'évoque pas cette bataille. Polyen, écrivain militaire grec du IIe siècle, reprend l’œuvre de Plutarque mais sans ajouter de précision supplémentaire.

### Époques moderne et contemporaine
Florián de Ocampo, chroniqueur espagnol du XVIe siècle, évoque les alliances entre les peuples ibères de la région et la bataille dans son ouvrage Crónica general de España aux p. 310-313.
En 1804, Juan Alvarez de Quindós dans son ouvrage Descripción histórica del real bosque y casa de Aranjuez, dedicada al Rey nuestro señor en la Imprenta Real aux p. 20-21 évoque une localisation possible de la bataille.
Eduard Meyer, dans son Kleine Schriften en 1924 à la page 403, évoque le début de la bataille. Adolf Schulten, archéologue et historien allemand de la fin du XIXe et de la première partie du XXe siècle, évoque dans le livre III des Fontes Hispaniae Antiquae un parcours probable d'Hannibal Barca différent à l'aller et au retour. En 1935, il y indique également une possible localisation de la bataille à la p. 24.
Au XXe siècle toujours, l'archéologue catalan Pere Bosch Gimpera et l'historien espagnol Pedro Aguado Bleye, dans un chapitre intitulé « (218-19 antes de Jesucristo) » publié en 1955, partagent la même opinion. L'historien britannique F. W. Walbank, à la même époque, évoque la bataille dans son œuvre Historical Commentary on Polybius en 1957. L'historien Antonio García y Bellido est plus nuancé dans le parcours, en estimant que l'armée punique est passée à l'aller par le territoire des Vaccéens pacifié l'année précédente. Toujours à cette époque, Theodore Ayrault Dodge, officier de l'armée américaine et historien, mentionne dans son œuvre Hannibal cette bataille dans son chapitre sur la prise de Sagonte.
À la fin du XXe siècle, Harry Morrison Hine dans un article « Hannibal's Battle on the Tagus (Polybius 3.14 and Livy 21.5) » paru en 1991, propose de voir le récit de cette bataille en liant les deux récits de Polybe et de Tite-Live qui semblent se compléter. Globalement l'historiographie moderne, en particulier espagnole, situe la campagne de 220 av. J.-C. d'Hannibal Barca contre les Vaccéens, et par extension la bataille du Tage, sur le chemin de son retour à Qart Hadasht.
Au XXIe siècle, l'historiographie commence à remettre en cause certaines données géographiques, comme Sergio Remedios Sánchez dans son chapitre intitulé « La campaña de Aníbal en la Meseta » dans l'ouvrage En ningún lugar… Caraca y la romanización de la Hispania interior de Javier Fernández Ortea, Emilio Gamo Pazos et David Álvarez Jiménez publié en 2019.

### Archéologie
Des peintures rupestres découvertes à Peña Mingubela près de Ojos-Albos dans la province d'Ávila et à Domingo García dans la province de Ségovie semblent évoquer le passage de l'armée punique d'Hannibal Barca juste avant la bataille. Elles sont datées de l'âge du fer. Sur la première, il est possible de voir des personnes en situation de combat avec des boucliers circulaires, des épées droites et possiblement des falcatas. Sur la seconde, un éléphant en situation de combat est visible.

#### Fonds antique
- Polybe, Histoires, III, 4 (lire sur Wikisource, lire en ligne).
- (la + fr) Tite-Live, Histoire romaine, XXI, 5 (lire sur Wikisource, lire en ligne).